# 王宇 (1941年)
王宇（1941年11月—2023年2月23日），山西原平人，中国人民解放军正军职退休干部、原总参谋部情报部政委。

## 生平
王宇1961年7月入伍，1969年9月加入中国共产党。历任学员、技术员、干事、副科长、处长，总参谋部第三部副部长，外国语学院副院长，总参谋部办公厅副主任等职。
2023年2月23日，王宇因病于北京逝世，享年82岁。讣告刊登在5月25日的《解放军报》。